# Miasto Kragujevac
Miasto Kragujevac (serb. Grad Kragujevac / Град Крагујевац) – jednostka administracyjna w Serbii, w okręgu szumadijskim. W 2018 roku liczyła 177 383 mieszkańców.